# Yuenyong Opakul
Yuenyong Opakul, conocido artísticamente como Aed Carabao (en tailandés: ยืนยง โอภา กุล, แอ๊ด คารา บา ว) (9 de noviembre de 1954 en la provincia de Suphanburi), es un cantante tailandés. Además es actor, director de orquesta, guitarrista, vocalista y compositor de la banda de rock Carabao. Él es de origen chino.